# Bella giornata per un matrimonio
Bella giornata per un matrimonio (Cheerful Weather for the Wedding) è un film del 2012 diretto da Donald Rice.
Il film è basato sull'omonimo romanzo del 1932 della scrittrice britannica Julia Strachey ed è stato presentato in anteprima al Tribeca Film Festival il 20 aprile 2012.

## Trama
Per Dolly (Felicity Jones) è arrivato il tanto atteso giorno delle nozze. Tutta la sua famiglia è riunita nella casa padronale e nell'aria si respira un clima di allegria e confusione, tipico di ogni matrimonio. Tuttavia, quando arriva il momento di fare il suo grande ingresso, Dolly comincia ad avere qualche dubbio sul passo che sta per compiere. Il rivedere tra gli ospiti, seppure non fosse stato invitato, il suo ex amante Joseph, la manda in tilt, le ricorda l'indimenticabile estate che hanno trascorso insieme. Mandando all'aria i festeggiamenti, Dolly capisce di dover prendere una decisione.

## Personaggi e interpreti
- Dolly Thatcham, interpretata da Felicity Jones
- Joseph Patten, interpretato da Luke Treadaway
- Mrs. Thatcham, interpretata da Elizabeth McGovern
- David Dakin, interpretato da Mackenzie Crook
- Nancy Dakin, interpretata da Fenella Woolgar
- Evelyn Graham, interpretata da Zoë Tapper
- Bob, interpretato da Julian Wadham
- Millman, interpretata da Sophie Stanton
- Tom, interpretato da Olly Alexander
- Kitty Thatcham, interpretata da Ellie Kendrick
- Mrs. Whitstable, interpretata da Paola Dionisotti
- Owen, interpretato da James Norton
- Robert, interpretato da Luke Ward-Wilkinson
- Bella, interpretata da Barbara Flynn
- Horace Spigott, interpretato da John Standing
- Betty, interpretata da Elizabeth Webster
- Annie, interpretata da Eva Traynor
- Jimmy Dakin, interpretato da Ben Greaves-Neil
- Whitstable, interpretato da Kenneth Collard
- Miss Spoon, interpretata da Joanna Hole